# Brdárka
Brdárka je obec na Slovensku v okrese Rožňava. Nachází se v Slovenské rudohoří ve výši 555 m n. m. na jižním úbočí hory Veľký Radzim. V obci žije 63 obyvatel. V Brdárce i v okolí vyvěrá několik pramenů kvalitní pitné vody.

## Dějiny
Dějiny Brdárky sahají do 12. století, kdy se na jejím území nacházely pastevecké osady. Po jejich zániku byla nově osídlena Valachy, první písemná zmínka pochází z roku 1556. Obec patřila rodině Bebekovců, později rodině Andrássyovců. Začátkem 19. století postihla obec morová epidemie, na níž zahynula většina obyvatel.
Svůj rozkvět prožívala Brdárka na přelomu 19. – 20. století, kdy měla přes dvě stě obyvatel. Zabývali se pastevectvím a chovem dobytka, dřevorubectvím a ovocnářstvím. Proslulé byly brdárské třešně, jejichž sady stále obklopují obec.
V obci působí občanské sdružení Alter Nativa, které propaguje perma a zabývá se obnovou výjimečných ovocných sadů. Každoročně se zde organizuje akci „Leto v Brdárke“ zaměřené na zkrášlování obce a rozvoj tradičních lidových řemesel. Vyvrcholením každého ročníku Leta v Brdárce je folklorní večer s lidovou zábavou a prezentací folklorních souborů zdejšího regionu.

## Kultura a zajímavosti

### Kultura
V obci působí občanské sdružení Alter Nativa, které propaguje permakulturu a zabývá se obnovou výjimečných ovocných sadů. Každoročně se zde organizuje akci „Leto v Brdárke“ zaměřené na zkrášlování obce a rozvoj tradičních lidových řemesel. Vyvrcholením každého ročníku Leta v Brdárce je folklorní večer s lidovou zábavou a prezentací folklorních souborů zdejšího regionu.

### Památky
- Evangelický kostel, jednolodní renesančně-barokní stavba se segmentovým ukončením presbytáře a věží z roku 1696. Stojí na místě staršího dřevěného kostela. V letech 1749 a 1786 byl přestavěn. Asi v roce 1826 byla přistavěna věž. Vnitřní zařízení kostela je rustikální z druhé poloviny 18. století. Vzácně zachovaný soubor zařízení bez pozdějších úprav představuje velmi hodnotný unikát. Dřevěný polychromovaný oltář se sochou ukřižovaného Krista pochází z roku 1754. Obnovován byl v roce 1804. Empora, typický prvek protestantských kostelů, je v tomto případě jedinečná díky výmalbě se šesti starozákonními motivy. Na ose oltáře, ve středním poli empory, je umístěn portrét císaře Josefa II. z vděčnosti za náboženskou toleranci. Na empoře se nachází vzácné historické varhany od mistra Wallachyho, údajně jediný jeho kompletně zachovaný nástroj. Fasády kostela jsou hladké, okna jsou půlkruhově ukončená. Věž ve stylu lidového baroka je kryta cibulovou šindelovou střechou specifických architektonických kvalit.

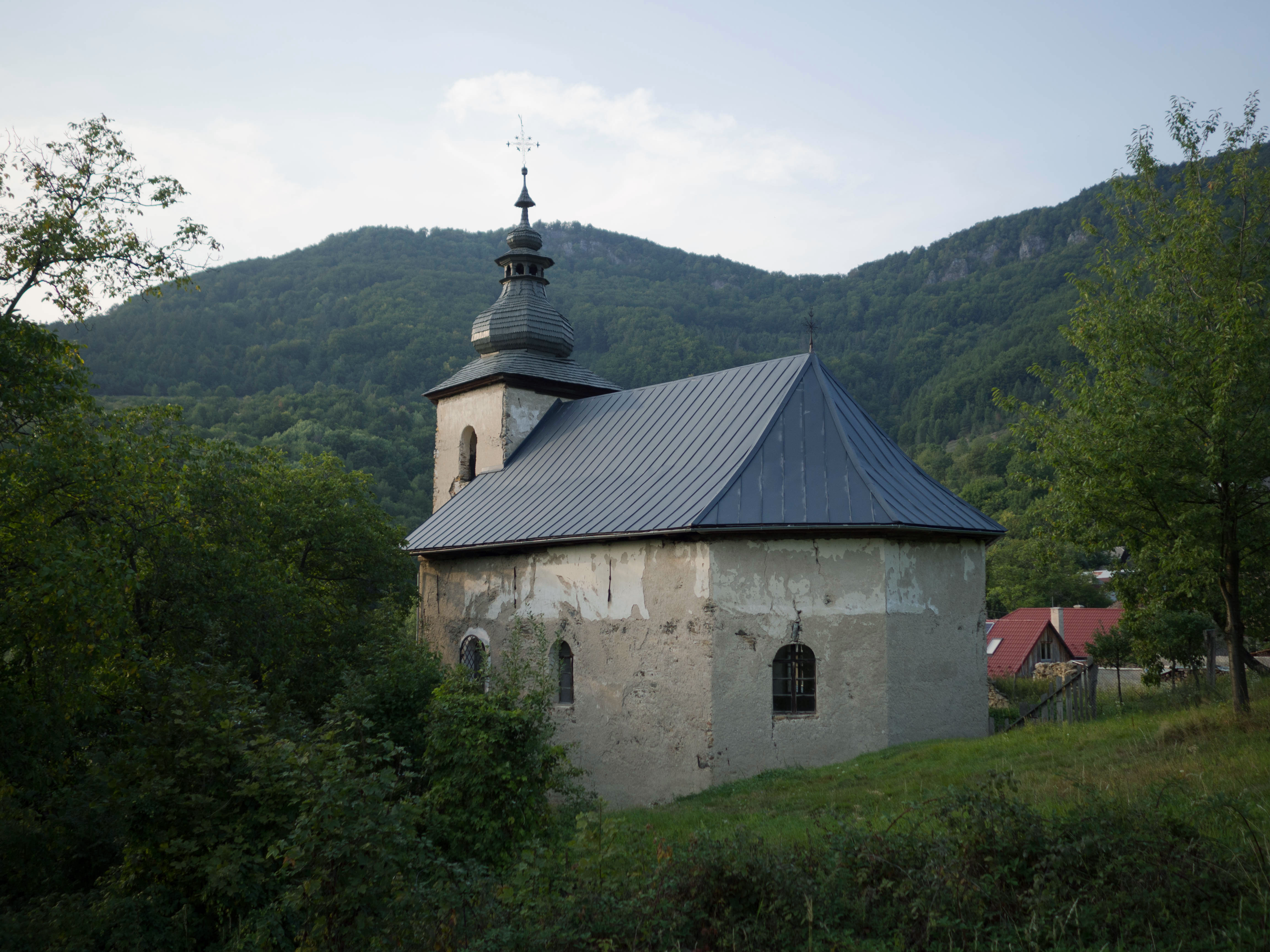
Kostel ze strany zahrady
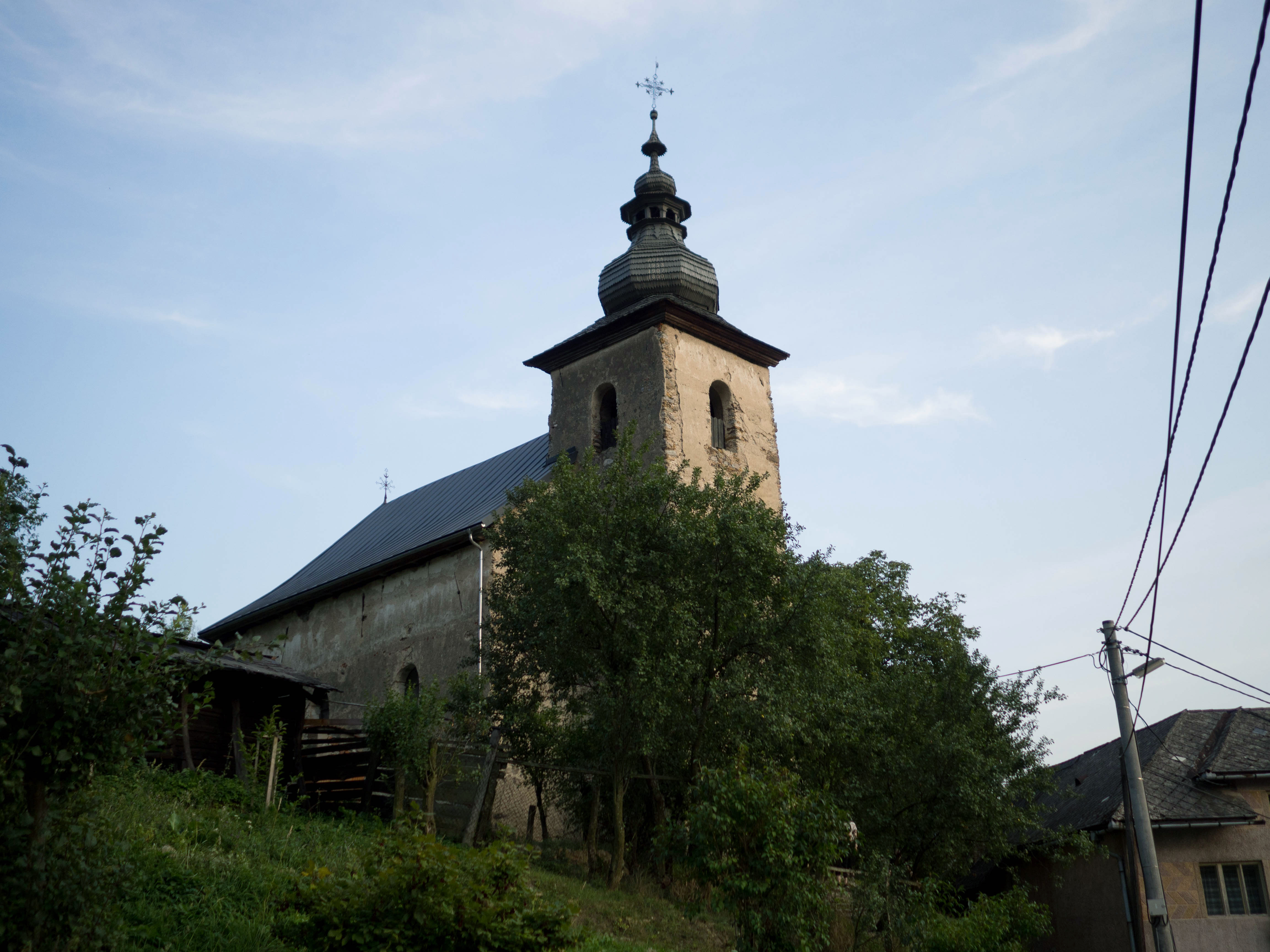
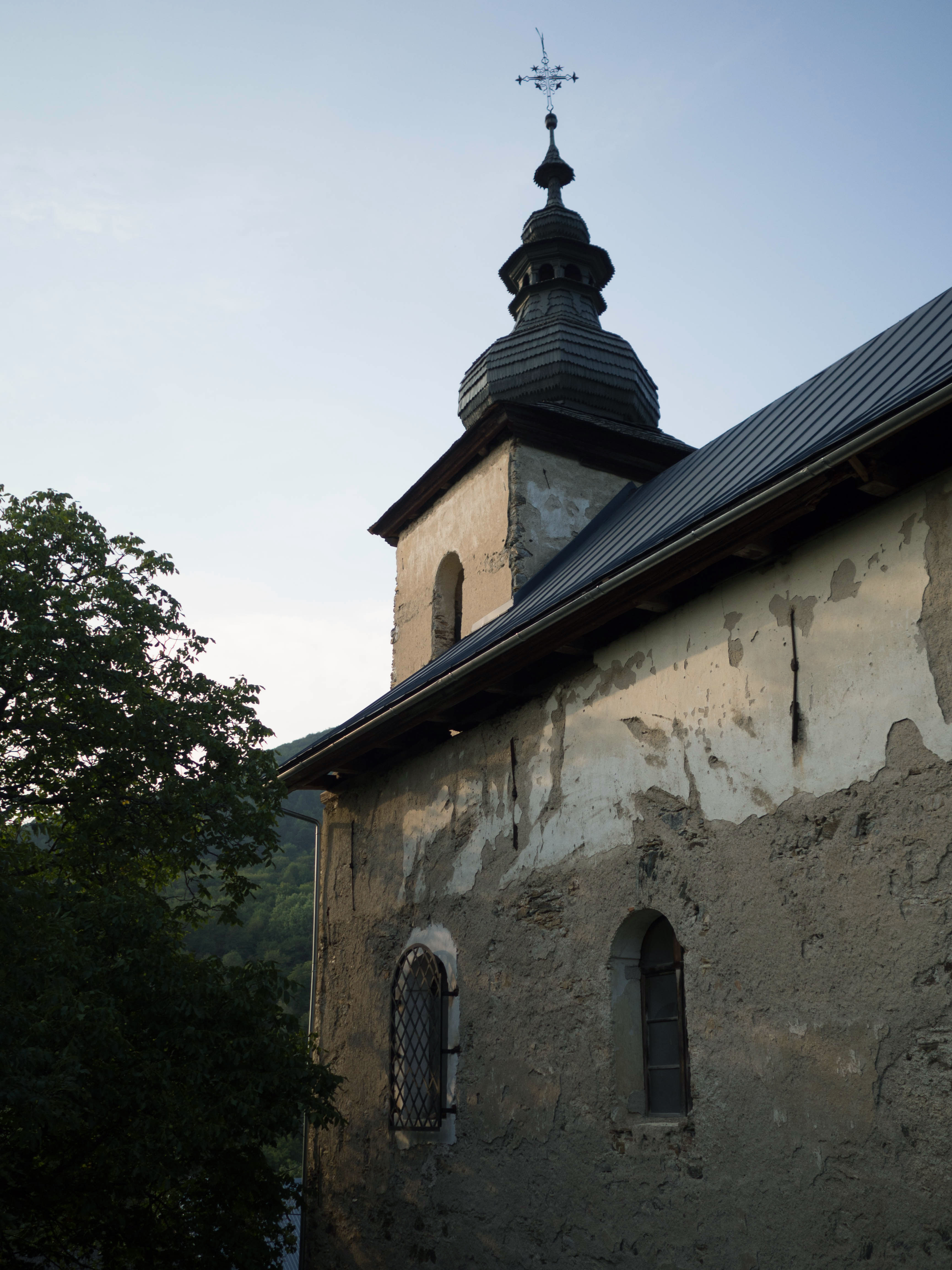
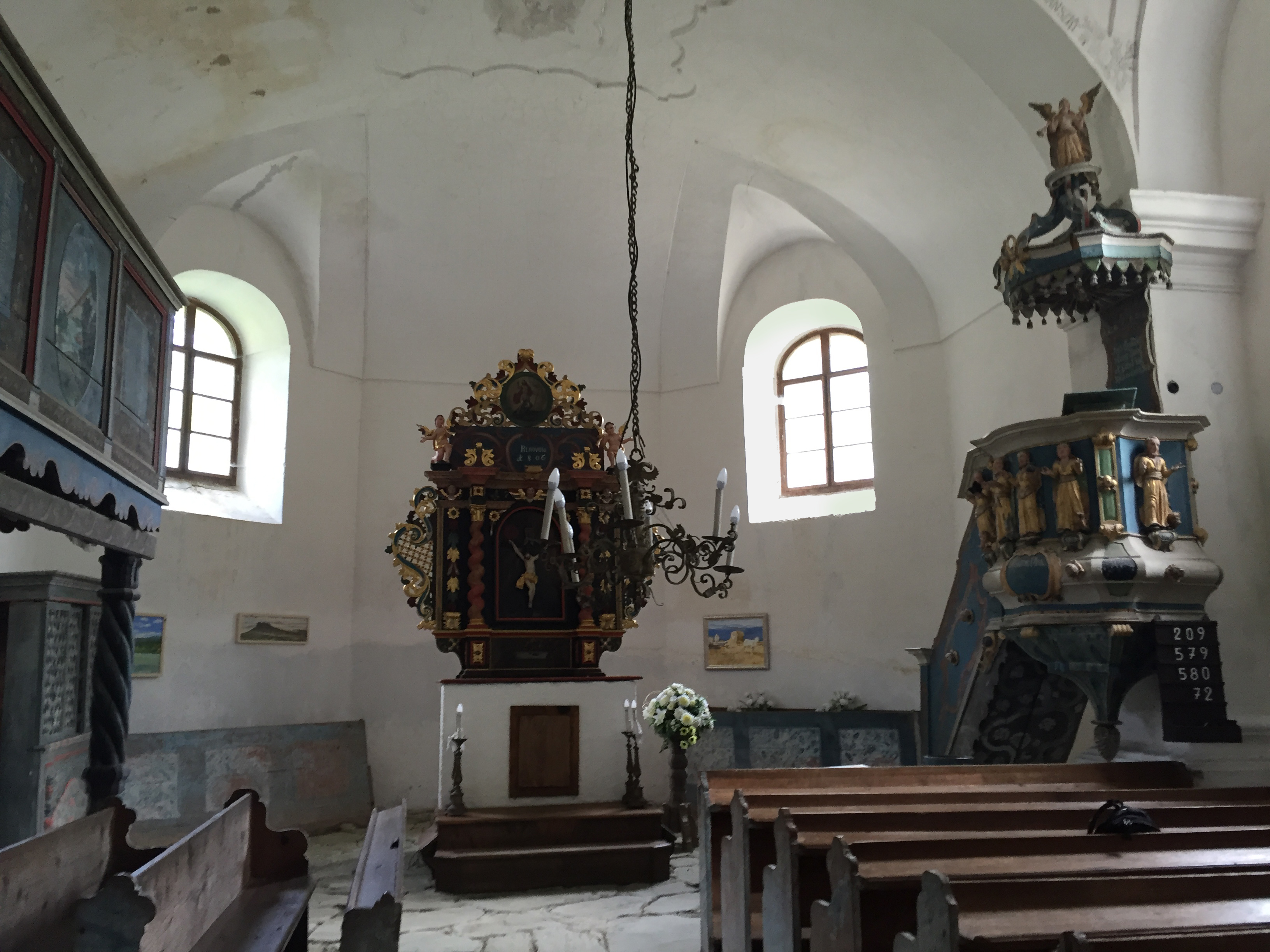
Interiér evangelického kostela
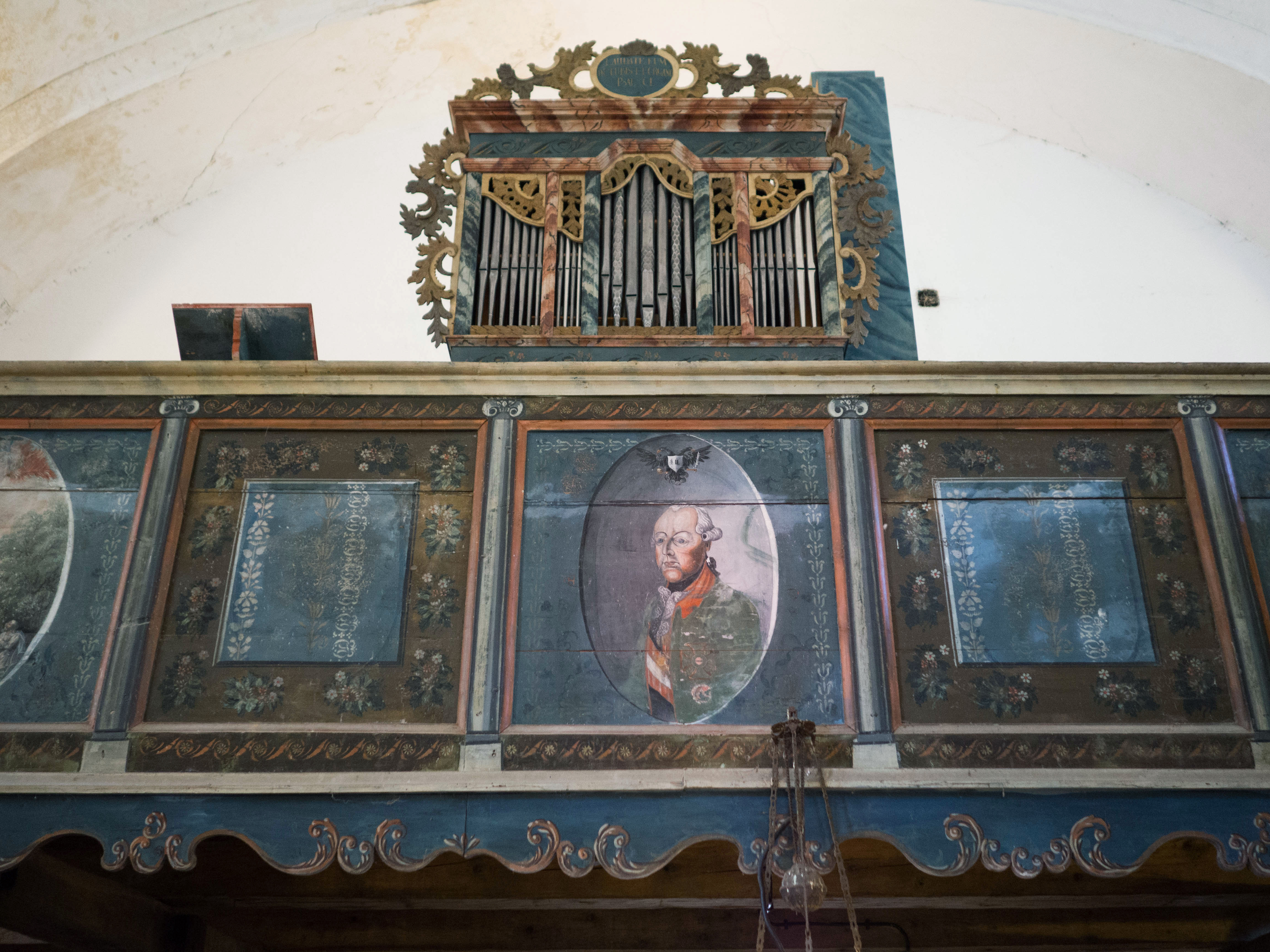
Malovaná empora s portrétem Josefa II.
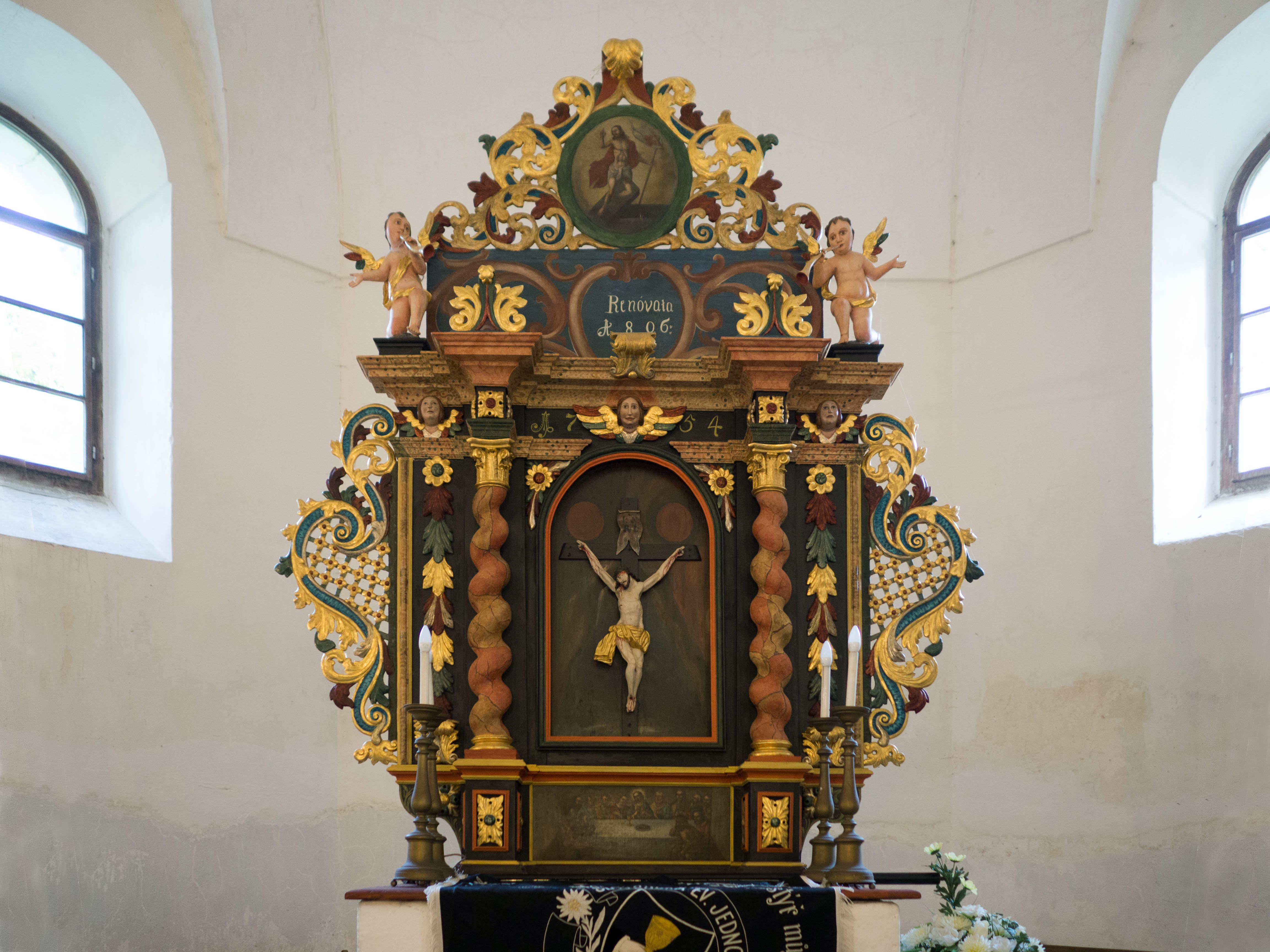
Barokní oltář